# 切希 (舊西尼亞瓦區)
49°33′1″N 27°39′14″E / 49.55028°N 27.65389°E
切希（烏克蘭語：Чехи）是位於烏克蘭西部的村莊，由赫梅利尼茨基州裡赫梅利尼茨基區的舊西尼亞瓦市鎮負責管轄。該村始建於1697年，面積1.18平方公里，海拔高度271米，2001年人口257，人口密度每平方公里217.8人。